# Мессинговка
Мессинговка или Мессингхоф (двор Мессинга, хутор Мессинга) — деревня в составе Шандровского сельсовета Лукояновского района Нижегородской области. Своё имя получила от имени помещика Мессинга.
Во времена СССР земли села Мессинговка также принадлежали к колхозу «Единство», как и такие эрзянские сёла, как Аоре, Салманьбие, Атиньбие.

## Жители
Среди жителей села были распространены такие фамилии как Печниковы, Пужаевы, Полаевы, Черемкины, Деваевы, Исаевы.
- Пужаев, Петр Андреевич - комендант города Комарно на западе УССР в 1946 году;